# رز عربی
رز عربی(نام علمی: Rosa arabica) نام یک گونه از سرده رز است.